# Piccole Dolomiti
Le Piccole Dolomiti (dette anche Piccole Dolomiti vicentine) sono un breve gruppo montuoso della sottosezione Prealpi Vicentine, situate al confine fra le province di Vicenza, Trento e Verona.

## Definizione e delimitazioni
Con il termine Piccole Dolomiti, secondo la SOIUSA, si intende il Massiccio del Pasubio, la Catena del Sengio Alto, il Gruppo del Carega e la Catena delle Tre Croci. Talvolta il Massiccio del Pasubio viene visto come estraneo alle Piccole Dolomiti.
Ruotando in senso orario i limiti geografici sono: Passo della Borcola, Valle Posina, Val d'Astico, piana di Schio, colline vicentine, colline veronesi, Valle di Revolto, Passo Pertica, Val di Ronchi, fiume Adige, Valle di Terragnolo, Vallarsa,Trambileno, Passo della Borcola.

## Caratteristiche

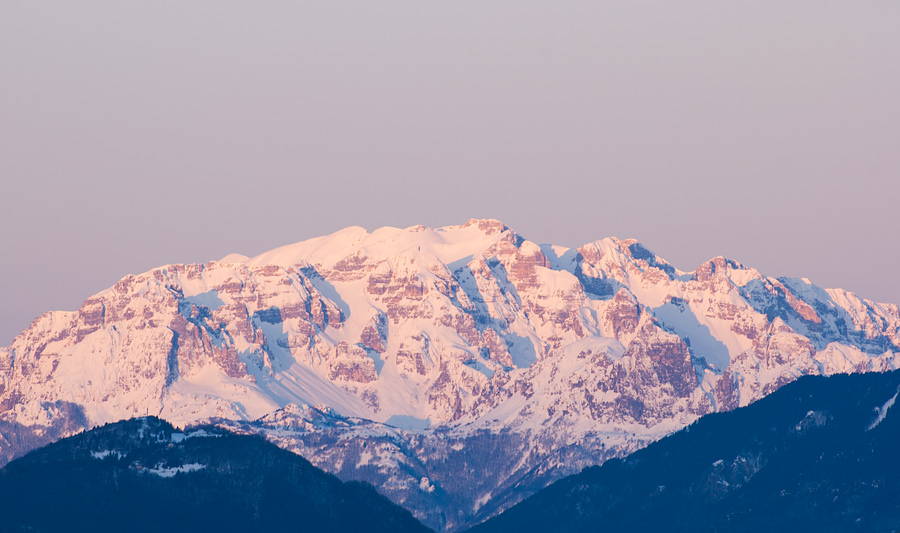
Cima Carega, la cima più alta delle Piccole Dolomiti

Sono formate da un arco di montagne che si sviluppano da sudest a nordovest nel senso della lunghezza per circa una trentina di km e che culmina in Cima Carega (2259 m), tutte dal carattere prettamente dolomitico, caratterizzato dalla presenza di guglie, pareti scoscese e gole ripide.
Il loro nome richiama le loro sorelle maggiori, le Dolomiti, a causa della dolomia che le costituisce e a cui si aggiunge l'aggettivo "piccole" per la loro altitudine inferiore. Il termine è stato coniato da Francesco Meneghello nel 1925 trattando le montagne della zona in un articolo comparso nella rivista edita dal CAI.
Offrono scorci molto suggestivi e hanno la particolarità di poter essere facilmente raggiunte anche dall'escursionista non molto allenato. Essendo i primi rilievi che si incontrano salendo dalla pianura veneta, nelle giornate più serene permettono meravigliosi panorami sui paesi sottostanti, sul mare Adriatico e addirittura agli Appennini.

## Alpinismo
Nonostante la loro altitudine superi di poco i 2000 metri, sono montagne molto interessanti dal punto di vista alpinistico, offrendo pareti rocciose interessanti per gli scalatori come quelle sul Baffelan. Sono presenti vie in roccia di ogni difficoltà e grado; il sesto grado venne superato per la prima volta dall'alpinista recoarese Gino Soldà.
Di particolare interesse alpinistico sono i vaj, stretti ed impervi solchi scavati dall'erosione dell'acqua e particolarmente suggestivi, trattandosi a volte di profonde incisioni con pareti rocciose verticali.
L'escursionismo e il trekking sono molto praticati, dal momento che le Piccole Dolomiti offrono una grande varietà di itinerari e di ogni tipo di difficoltà: ciò è dovuto al fatto che durante la prima guerra mondiale furono fortificate dall'esercito italiano. Questo fatto permise di ampliare la preesistente rete di sentieri che le solcano: ne è un esempio la strada delle 52 gallerie, opera straordinaria di ingegneria militare che conduce dalla Bocchetta Campiglia alle Porte del Pasubio.
Nella trattazione dei singoli settori del Gruppo del Carega, del Sengio Alto e del Pasubio sono approfonditi maggiormente gli aspetti alpinistici della zona, molto varia ed estesa.
Sono presenti alcuni rifugi, alcuni dei quali, di carattere prettamente alpino sono raggiungibili a piedi o mediante strade sterrate utilizzabili solo dai gestori, mentre altri, che sono punti di partenza di itinerari escursionistici, sorgono al termine di strade asfaltate:
- Rifugio Toni Giuriolo (1457 m) presso il passo di Campogrosso
- Rifugio Piccole Dolomiti (1135 m) presso la località Guardia
- Rifugio Scalorbi (1767 m) presso il passo Pelagatta
- Rifugio Mario Fraccaroli (2230 m) presso Cima Carega
- Rifugio Cesare Battisti (1265 m) presso la località Gazza
- Rifugio Bertagnoli (1250 m) presso la località Piatta
- Rifugio Monte Falcone (1606 m) presso la Sella del Campetto
- Rifugio Achille Papa (1928 m) presso le Porte del Pasubio

## Suddivisione
Le Piccole Dolomiti possono essere suddivise in quattro gruppi dalle caratteristiche morfologiche ben definite e diverse fra loro:
- La Catena delle Tre Croci tra Recoaro e l'alta Valle del Chiampo: fra la Sella del Campetto e il Passo delle Tre Croci (o della Lora);
- Il Gruppo della Carega (2259 m), massima elevazione della zona: fra il Passo delle Tre Croci (o della Lora) e il passo di Campogrosso;
- La Catena del Sengio Alto: fra il passo di Campogrosso e il Pian delle Fugazze con il torrione del Baffelan, l'icona di tutti gli alpinisti vicentini, ed il caratteristico monte Cornetto. È la cerniera tra Pasubio e Carega.
- Il Massiccio del Pasubio: tra il Pian delle Fugazze ed il Passo della Borcola.